# 阿部文明
阿部 文明（あべ ふみあき、1958年7月31日 - ）は、新潟県出身の元陸上競技選手。専門は長距離走で、主にマラソンで活躍した。

## 経歴
駒澤大学から日本電気HEで活躍した。駒澤大学時代は箱根駅伝に2年次から3度出場し、いずれも花の2区を走り4年次には区間賞を獲得した。大学在学中からマラソンを走り、びわ湖毎日マラソンで2度の優勝を果たした（1985年に初優勝した時のタイムは、フランク・ショーターの大会記録を12年ぶりに更新するものだった）。1982年にはアジア競技大会で銀メダルを獲得し、1987年には世界陸上競技選手権大会に出場している。

## 主な成績

### マラソン
- 1982年 ニューデリーアジア大会: 2時間24分09秒 銀メダル（en）
- 1985年 びわ湖毎日マラソン: 2時間11分04秒[2]
- 1987年 びわ湖毎日マラソン: 2時間11分08秒[3]
- 1987年 ローマ世界陸上競技選手権大会: 2時間24分47秒 30位

### 箱根駅伝
- 第55回大会 2区 1時間16分22秒 区間5位
- 第56回大会 2区 1時間15分42秒 区間5位
- 第57回大会 2区 1時間15分24秒 区間賞